# Hermann Ritter (Musiker)

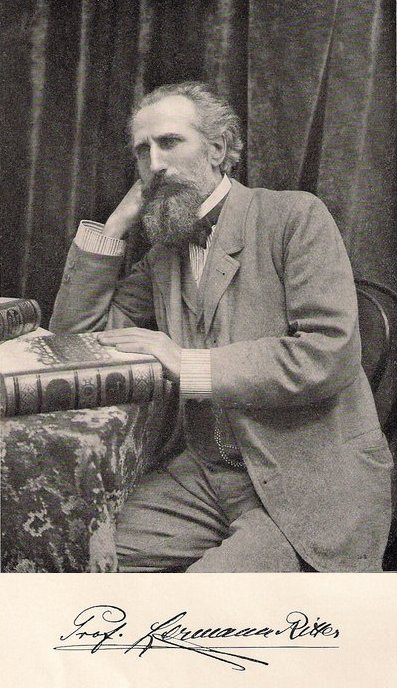
Hermann Ritter (um 1905)

Ritter-Bratsche

Hermann Ritter (* 16. September 1849 in Wismar; † 25. Januar 1926 in Würzburg) war ein deutscher Bratschist, Komponist und Musikhistoriker.

## Leben
Hermann Ritter war der älteste Sohn des Bahnbeamten Georg Karl Ritter (1820–1909) und der Maria Caroline Benditte (1821–1876). Der Hamburger Oberlandesgerichts-Vizepräsident Carl Rudolf Ritter (1870–1941) war sein jüngster Bruder.
Er studierte von 1865 bis 1870 Violine bei Joseph Joachim in Berlin. Danach war er Geiger in der Schweriner Hofkapelle. Es erfolgte die Berufung zum Musikdirektor der Stadt Heidelberg. An der Ruprecht-Karls-Universität Heidelberg setzte er sein Studium, ergänzt durch Kunstgeschichte und Philosophie, fort. Während dieser Zeit wandte sich sein musikalisches Interesse mehr und mehr der Bratsche zu. Sein Ziel war eine Verbesserung des Bratscherstatus durch eine Hebung der Spiel- und Aufführungsstandards sowie die Entwicklung eines Streichinstruments, welches tonlich der Violine und dem Violoncello ebenbürtig sein sollte („Ritter-Bratsche“ bzw. „Viola alta“).
Nach erfolgreichen Konzertreisen durch zahlreiche Länder Europas, erhielt Ritter eine Professur für Viola an der königlichen Musikschule in Würzburg. Das besondere Verdienst Ritters ist, als Pädagoge die Grundlage für das moderne Bratschenspiel gelegt zu haben. Sein Lehrbuch, „Das Studium der Viola-alta“, ist die erste Methode, die das Erlernen des Bratschenspiels ohne den Umweg über die Violine, von den Anfängen bis zu einem hohen spielerischen Niveau ermöglichte.
Ritter hatte 1884 Justine Anna Bibiana Barbara Ludovika Haecker aus Würzburg geheiratet die ihm zwei Söhne schenkte: Karl Herrmann Joseph Ritter (1888–1977) und Rudolf Ritter (1889–1945).

## Viola alta
In der ersten Hälfte des 19. Jahrhunderts waren zumeist klein mensurierte Bratschen im Orchestergebrauch üblich. Unzufrieden mit dem Klangergebnis, ließ er sich 1875 nach eigenen Plänen durch den Würzburger Geigenbauer Karl Hörlein ein großes Viola-Modell mit einer Korpuslänge von 48 cm anfertigen. Die Vorgaben entstammten der 1786 von Antonio Bagatella verfassten „Regole par la construzione di violini, viole violoncelli e violoni“. Richard Wagner zeigte sich in einem Brief an Ritter begeistert von dem durch seine Korpusgröße und sein Klangvolumen gekennzeichneten Instrument und bezeichnete es als eine „bedeutende und vorteilhafte Veränderung“, die sich jedoch nach anfänglicher Begeisterung nicht allgemein durchsetzen konnte.

## Werke (Auswahl)
Neben seinen vielen Kompositionen und Transkriptionen ist Ritter vor allem durch eine Vielzahl an wissenschaftlichen Büchern und Aufsätzen, darunter mehrere Bände über die Musikgeschichte Europas, bekannt.

### Kompositionen
Bühnenwerke
- Ein kritischer Tag, Familienscene in 1 Akt (1894)
- Durch Nacht zum Licht!, Schauspiel in 4 Akten (1895)
- Ein Stein des Anstoßes, Abenteuer in 1 Akt (1895)
- Im Alpenglühen, Gebirgsstück mit Gesang und Tanz in 1 Akt (1903)

Lieder
- Altschottische Volksweisen mit Beibehaltung der Originalmelodien für Gesang und Klavier (veröffentlicht um 1890); Texte von Robert Burns
- Fortgeflogen, fortgezogen für Sopran oder Tenor und Klavier, Op. 20 (veröffentlicht um 1900)
- Schneeflöckchen für Gesang und Klavier, Op. 30 (veröffentlicht um 1893); Text von Fritz Holthey
- Leb' wohl! für Gesang und Klavier, Op. 59 (veröffentlicht um 1893)
- Ich fühle deinen Odem für Gesang und Klavier, Op. 60 (veröffentlicht um 1900)
- Lieder-Grüße aus Natur und Leben, 10 leichte und ansprechende Gesänge für Gesang und Klavier, Op. 62 (veröffentlicht um 1893)

Werke für Klavier
- Deutscher Sieges-Hymnus, Op. 23
- Trauergesang auf den Tod eines Kriegers, Op. 24

Pädagogische Werke
- Viola-Schule oder das Studium der Viola-alta für den Schul- und Selbstunterricht (1884)
- Elementartechnik der Viola alta (veröffentlicht um 1894)
- Solobuch für Viola (Viola alta, Altgeige), Heft I-II: Enthaltend die wichtigsten Soli der orchestralen Litteratur dieses Instrumentes (veröffentlicht um 1910)

Werke für Viola oder Viola alta
- Zwei Stücke für Viola (Viola alta) und Klavier, Op. 7 (veröffentlicht 1883)

1. Idylle
2. Elfengesang

- Schlummerlied für Viola (Viola alta) und Klavier, Op. 9
- Erinnerung an die Alpen für Viola (Viola alta) und Klavier, Op. 11
- Jagdstück für Viola (Viola alta) und Klavier, Op. 17 (veröffentlicht 1883)
- Auf den Wellen für Viola (Viola alta) und Klavier, Op. 27 (veröffentlicht 1878)
- Spinnerlied für Viola (Viola alta) und Klavier, Op. 28
- Zwei Stücke für Viola (Viola alta) und Klavier, Op. 32 (um 1885)

1. Pastorale und Gavotte in a-Moll
2. Im Traume in G-Dur

- Nach slavischen Eindrücken für Viola (Viola alta) und Klavier, Op. 33 (um 1884)

1. Elegie in g-Moll
2. Introduktion und Mazurka in a-Moll / C-Dur

- Erinnerung an Schottland: Phantasie mit Benutzung altschottischer Weisen für Viola (Viola alta) und Klavier, Op. 34
- Concert-Phantasie No.1 in c-Moll für Viola (Viola alta) und Orchester oder Klavier, Op. 35 (1886)
- Concert-Phantasie No.2 für Viola (Viola alta) und Orchester oder Klavier, Op. 36 (1886)
- Italienische Suite für Viola (Viola alta) und Orchester oder Klavier, Op. 37 (um 1886)

1. Barcarole (Venezia)
2. Elegie (Roma) in a-Moll
3. Tarantella (Napoli)

- Zwei Stücke für Viola (Viola alta) und Klavier, Op. 48 (veröffentlicht um 1930)

1. Valse caprice
2. Moto perpetuo

- Zwei Stücke für Viola (Viola alta) und Klavier, Op. 65 (um 1898)

1. Andante
2. Allegretto Scherzando

- Gesangsstück in D-Dur für Viola (Viola alta) und Klavier, Op. 66
- Ständchen für Viola (Viola alta) und Klavier, Op. 70 (veröffentlicht 1905)
- Rokoko: 2 Vortragsstücke für Viola (Viola alta) und Klavier, Op. 73 (veröffentlicht 1907)

1. Gavotte in C-Dur
2. Pastorale und Menuett

- Dithyrambe für Viola (Viola alta) und Klavier, Op. 74 (veröffentlicht 1907)
- Melodia religiosa für Viola (Viola alta) und Klavier

### Transkriptionen
Transkriptionen für Viola (oder Viola alta), sofern nicht anders gekennzeichnet.
- Hermann Ritter's Repertorium für die Viola alta (Altgeige) mit Begleitung des Pianoforte (veröffentlicht 1878 von W. Schmid, Nürnberg)

1. Aria di chiesa von Alessandro Stradella
2. Largo in e-Moll von Jean-Marie Leclair
3. Larghetto von Wolfgang Amadeus Mozart
4. Moment musical von Franz Schubert; im Original für Klavier
5. Lied ohne Worte von Felix Mendelssohn Bartholdy; im Original für Klavier
6. Melodie
7. La Romanesca: Tanz aus dem XVI. Jahrhunderts
8. Recitativ und Arie (aus Rinaldo) von Georg Friedrich Händel
9. Largo in F-Dur von Johann Sebastian Bach
10. Aria von Antonio Lotti
11. Sonate in e-Moll von Wolfgang Amadeus Mozart
12. Ave verum von Wolfgang Amadeus Mozart
13. Larghetto aus dem Violinkonzert von Ludwig van Beethoven
14. Ave Maria von Franz Schubert
15. Russisches Lied (Der Zweifel) von Michail Glinka; im Original für Gesang, Chor und Klavier
16. Auf den Wellen von Hermann Ritter
17. Romanze (Tregiorni) von Giovanni Battista Pergolesi
18. Andante (F-Dur) von Wolfgang Amadeus Mozart
19. Andantino (Es-Dur) von Wolfgang Amadeus Mozart
20. Nocturne von John Field
21. Arie (aus der D-Dur-Suite) von Johann Sebastian Bach
22. La séparation: Nocturne (1839) von Michail Glinka; im Original für Klavier
23. Chant sans paroles (Lied ohne Worte), Op. 2 No. 3 von Pjotr Iljitsch Tschaikowski

- Anthologie für Bratsche (Altgeige) mit Begleitung des Klaviers, Band I: Werke von Ludwig van Beethoven (veröffentlicht in den 1880ern von Merseburger, Leipzig)

1. Romanze, Op. 40; im Original für Violine und Orchester
2. Adelaide, Op. 46; im Original für Gesang und Klavier
3. Romanze, Op. 50; im Original für Violine und Orchester

- Anthologie für Bratsche (Altgeige) mit Begleitung des Pianoforte, Band II (veröffentlicht in den 1880ern von ca.  Merseburger, Leipzig)

1. Larghetto aus der Sonate Concertante No. 4 in D-Dur, Op. 115 (1809) von Louis Spohr; im Original für Violine und Harfe
2. Recitativ und Andante aus dem Violinkonzert No. 6, Op. 28 (1808–1809) von Louis Spohr; im Original für Violine und Orchester
3. Barcarole aus 6 Salonstücke, Op. 135 No. 1 von Louis Spohr; im Original für Violine und Klavier
4. Erlkönig, Op. 1 von Franz Schubert

- Musik für Viola: Übertragungen von Hermann Ritter; veröffentlicht von Friedrich Kistner, Leipzig

1. Air varié, Op. 10 von Pierre Rode
2. Élégie, Op. 10 von Heinrich Wilhelm Ernst (veröffentlicht 1884); im Original für Violine und Orchester
3. Suite von Johann Sebastian Bach (veröffentlicht 1884)
  1. Sarabande (BWV 1012)
  2. Gavotte (BWV 811)
  3. Andante (BWV 1003)
  4. Allegro (BWV 1009)

4. Notturno, Op. 9 No. 2 von Frédéric Chopin; im Original für Klavier
5. Lied ohne Worte, Op. 53 No. 2 von Felix Mendelssohn Bartholdy; im Original für Klavier
6. Russische Melodie (Kosakentanz)
7. Moto perpetuo von Niccolò Paganini; im Original für Violine und Klavier
8. Frühlingslied (Lied ohne Worte), Op. 62 No. 6 von Felix Mendelssohn Bartholdy; im Original für Klavier
9. Lied ohne Worte, Op. 85 No. 1 von Felix Mendelssohn Bartholdy; im Original für Klavier
10. Adagio cantabile aus der Sonate pathétique, Op. 13 von Ludwig van Beethoven; im Original für Klavier
11. Romance sans paroles in G-Dur, Op. 23 (1875) von Karl Dawidow; im Original für Violoncello und Klavier
12. Cavatine von Joachim Raff
13. Wiegenlied, Op. 98 No. 2 von Franz Schubert
14. Impromptu, Op. 90 No. 3 von Franz Schubert; im Original für Klavier
15. Serenade aus dem Quartett No. 74 (Andante cantabile) von Joseph Haydn
16. Notturno aus der Musik „Sommernachtstraum“ von Felix Mendelssohn Bartholdy; im Original für Orchester
17. Waltz, Op. 34 No. 2 von Frédéric Chopin; im Original für Klavier
18. Adagio aus dem Klarinettenkonzert von Wolfgang Amadeus Mozart; im Original für Klarinette und Orchester
19. Aria in d-Moll von Francesco Durante
20. Larghetto von Giuseppe Tartini (veröffentlicht ca. 1891)
21. Czárdás
22. Lento, 1. Satz einer Sonate von Johann Sebastian Bach
23. Siciliano von Johann Sebastian Bach
24. Adagio von Johann Sebastian Bach
25. 4 altschottische Volkslieder

- Albumblatt (Es-Dur)für Viola (Viola alta) und Klavier von Richard Wagner (veröffentlicht in den 1890ern); im Original für Klavier (1875)
- Bel canto: sechs Stücke von Meistern des XVII. und XVIII. Jahrhunderts für Viola alta (oder Violine) und Klavier oder Orgel (veröffentlicht ca. 1900)

1. Arietta in G-Dur von Alessandro Stradella
2. Siciliana in g-Moll von Alessandro Scarlatti
3. Vergin tutt'amor in d-Moll von L. Durante
4. Aria „Caro mio ben“ in D-Dur von Giuseppe Giordani
5. Adagio in E-Dur von Johann Sebastian Bach
6. Andante in a-Moll von Georg Friedrich Händel

- Causerie für Viola und Klavier (1900) von Alphonse Mailly (1833–1918); im Original für Klavier

### Literarische Werke
- Die Viola ihre Geschichte, ihre Bedeutung und die Principien ihres Baues (1876)
- Die Geschichte der Viola alta und die Grundsätze ihres Baues (1877)
- Repetitorium der Musikgeschichte nach Epochen übersichtlich dargelegt, nebst einem Verzeichnisse der hauptsächlichsten wissenschaftlichen Musikliteratur (1880)
- Über den Zweck des Studiums der Musikgeschichte (1880)
- Hermann Ritter und seine Viola alta (1881)
- Aus der Harmonielehre meines Lebens: Kleine Skizzen und Aphorismen von Hermann Ritter (1883)
- Die Viola alta oder Altgeige (1885)
- Populäre Elementartheorie der Musik für gebildete Musikfreunde (1885)
- Die Aesthetik der Tonkunst in ihren wichtigsten Grundzügen (1886)
- Der dreifüßige oder Normal-Geigensteg erfunden und begründet von Hermann Ritter: Mit 50 Modell-Abbildungen (1889)
- Musik in den Alpen (1889)
- Katechismus der Musik-Aesthetik: Ein Hülfsbuch für den Musikunterricht in Schule und Haus  (1890)
- Richard Wagner als Erzieher. Ein Volksbuch und zugleich Begleiter zu den bayreuther Festspielen (1891)
- Über musikalische Erziehung: Ein Mahnruf an Eltern, Vormünder, Erzieher (1891)
- Studien und Skizzen aus Musik- und Kulturgeschichte, sowie Musikästhetik (1892)
- Etwas weniger Musik! (1896)
- Franz Schubert (Geb. 31. Januar 1797) Gedenkschrift zur 100. Geburtstagsfeier. Dem „Schubert-Bund“ in Wien gewidmet (1896)
- Volksgesang in alter und neuer Zeit (1896)
- Haydn, Mozart, Beethoven. Ein Dreigestirn am Himmel deutscher Tonkunst (1897)
- Die fünfsaitige Altgeige (Viola alta): und die sich daran knüpfende eventuelle Weiterentwickelung der Streich-Instrumente (1898)
- Einiges zum Verständniss von Berlioz' Haroldsinfonie und Berlioz' künstlerischer Bedeutung (1899)
- Über die materielle und soziale Lage des Orchestermusikers: Ein Mahnruf an Eltern, Vormünder, Erzieher (1901)
- Allgemeine illustrierte Encyklopädie der Musikgeschichte, 6 Bände (1901–1902)

1. Musikgeschichte des Altertums (1902)
2. Musikgeschichte des Mittelalters (1902)
3. Musikgeschichte Deutschlands im 16. – 18. Jahrhunderts (1902)
4. Musikgeschichte Deutschlands im 19. Jahrhunderts (1902)
5. Musikgeschichte Frankreichs, Britanniens, Russlands u.s.w. (1902)
6. Musikgeschichte Italiens (1902)

- Das 19. Jahrhundert in seinen musikalischen Hauptvertretern in Deutschland (1902)
- Allgemeines über Streichinstrumente sowie Ideen über ein neues Streichquartett: Soprangeige (Violine), Altgeige (Viola alta), Tenorgeige (Viola tenore), Bassgeige (Viola bassa oder Violoncello): nach den Intentionen und dem Modell von Hermann Ritter (1905)
- Erkenne Dich selbst!: Das goldene Buch der Lebensweisheit, 2 Bände (1905)
- Professor Hermann Ritter's Neues Streichquartett <Ritter-Quartett> (1910)
- Mein neues oder Reform-Streichquartett
- Die Quellen zu Richard Wagner's „Der Ring des Nibelungen“ (1911)
- „Franz Liszt“ von James Huneker 1911 – Aufsatz von Hermann Ritter (1911)